# Église Saint-Pierre de Simacourbe
Pour les articles homonymes, voir Église Saint-Pierre.
L'église saint-Pierre est une église catholique située à Simacourbe, en France.

## Localisation
L'église est située dans le département français des Pyrénées-Atlantiques, sur la commune de Simacourbe.

## Historique
L'édifice est inscrit au titre des monuments historiques en 1925.